# Texas känguruspringmus
Texas känguruspringmus (Dipodomys elator) är en däggdjursart som beskrevs av Clinton Hart Merriam 1894. Dipodomys elator ingår i släktet känguruspringmöss, och familjen påsmöss. IUCN kategoriserar arten globalt som sårbar. Inga underarter finns listade i Catalogue of Life. Artepitet elator i det vetenskapliga namnet är grekiska. Det syftar på djurets goda hoppförmåga.
Arten når en absolut längd av 260 till 345 mm, inklusive en 161 till 205 mm lång svans. Den har 42 till 49 mm långa bakfötter, 10 till 16 mm långa öron och den är vanligen 65 till 90 g tung. Några exemplar kan väga upp till 100 g. Ovansidan är täckt av ljusbrun päls med svart skugga på vissa ställen och undersidans päls är vit. Dipodomys elator kännetecknas av en svartaktig nos och en tjock svans som har en tofs vid slutet. I varje käkhalva finns en framtand, ingen hörntand, en premolar och tre molarer.
Arten lever i en mindre region i Texas i USA nordväst om Dallas. Den vistas där i leriga om råden som är täckta av gräs. Ibland finns ansamlingar av busken eller trädet Prosopis glandulosa. Individerna är aktiva på natten och vilar på dagen i underjordiska tunnelsystem. De äter frön, andra växtdelar och insekter. Dipodomys elator kan uthärda längre tider med endast den vätska som finns i födan. Reviret markeras med luktande vätskor.
Boets tunnlar har tillsammans en längd av cirka 2,5 meter och de ligger ungefär 45 cm under markytan. Det är allmänt ett system med 6 gångar som är sammanlänkade. Dessutom förekommer en kammare som fodras med torrt gräs och minst två utgångar. Boet används även som förrådslager. Texas känguruspringmus går inte i ide. Arten "badar" ibland i sanden för att vårda pälsen och för att markera reviret med doftämnen.